# Elecciones presidenciales de Estados Unidos de 2024 en Florida
Las elecciones presidenciales de Estados Unidos de 2024 en Florida se llevaron a cabo el 5 de noviembre de 2024, como parte de las elecciones presidenciales de Estados Unidos de 2024. Los votantes de Florida eligieron a los 30 electores que los representarían en el Colegio Electoral mediante votación popular.
A pesar de ser un estado densamente poblado y de rápido crecimiento, que alguna vez fue considerado un campo de batalla presidencial y un referente, Florida ha tendido hacia la derecha política en los últimos años, y ahora es visto como un estado moderadamente conservador. Florida es un estado del sur sustancialmente en el Cinturón Bíblico, que tiene dos grandes áreas culturales distintas: el norte de Florida y el Mango de Florida son parte del conservador Sur Profundo. El sur de Florida tiene una fuerte influencia hispana, con grandes poblaciones católicas, cubanas y puertorriqueñas en el área metropolitana de Miami. Se esperaba con seguridad que Florida fuese un estado republicano en 2024.

## Encuestas
| Fecha                    | Fuente                      | Muestra | Trump (R) | Harris (D) | Ventaja |
| ------------------------ | --------------------------- | ------- | --------- | ---------- | ------- |
| Fecha                    | Fuente                      | Muestra |           |            | Ventaja |
| 27 de octubre de 2024    | Mainstreet Research         | 913     | 53%       | 44%        | 9       |
| 27 de octubre de 2024    | ActiVote                    | 400     | 56%       | 44%        | 12      |
| 25 de octubre de 2024    | St. Pete Polls              | 1227    | 50%       | 45%        | 5       |
| 25 de octubre de 2024    | YouGov                      | 5916    | 52%       | 46%        | 6       |
| 22 de octubre de 2024    | Hunt Research               | 1234    | 50%       | 45%        | 5       |
| 20 de octubre de 2024    | Emerson College             | 860     | 52%       | 44%        | 8       |
| 20 de octubre de 2024    | Cherry Communications       | 614     | 51%       | 45%        | 6       |
| 20 de octubre de 2024    | ActiVote                    | 400     | 55%       | 45%        | 10      |
| 18 de octubre de 2024    | University of North Florida | 977     | 53%       | 43%        | 10      |
| 17 de octubre de 2024    | RMG Research                | 788     | 52%       | 45%        | 7       |
| 8 de octubre de 2024     | The Terrance Group          | 818     | 51%       | 44%        | 7       |
| 7 de octubre de 2024     | Marist College              | 1410    | 51%       | 47%        | 4       |
| 6 de octubre de 2024     | New York Times              | 622     | 55%       | 41%        | 14      |
| 6 de octubre de 2024     | ActiVote                    | 400     | 53%       | 47%        | 6       |
| 4 de octubre de 2024     | Mason-Dixon                 | 625     | 49%       | 43%        | 6       |
|                          |                             |         |           |            |         |
| 27 de septiembre de 2024 | RMG Research                | 774     | 50%       | 47%        | 3       |
| 26 de septiembre de 2024 | Public Policy Polling       | 800     | 50%       | 46%        | 4       |
| 25 de septiembre de 2024 | Victory Insights            | 600     | 47%       | 45%        | 2       |
| 23 de septiembre de 2024 | The Bullfinch Group         | 600     | 48%       | 47%        | 1       |
| 18 de septiembre de 2024 | Morning Consult             | 2948    | 50%       | 47%        | 3       |
| 8 de septiembre de 2024  | Morning Consult             | 3182    | 49%       | 47%        | 2       |
| 5 de septiembre de 2024  | Emerson College             | 815     | 50%       | 45%        | 5       |
|                          |                             |         |           |            |         |
| 31 de agosto de 2024     | ActiVote                    | 400     | 53%       | 47%        | 6       |
| 26 de agosto de 2024     | Cherry Communications       | 600     | 52%       | 45%        | 7       |
| 22 de agosto de 2024     | Public Policy Polling       | 837     | 51%       | 47%        | 4       |
| 15 de agosto de 2024     | ActiVote                    | 400     | 54%       | 46%        | 8       |
| 11 de agosto de 2024     | Mainstreet Research         | 1055    | 49%       | 46%        | 3       |

## Resultados

### Generales
| Partido                        | Partido                 | Candidato          | Votos      | %     |
| ------------------------------ | ----------------------- | ------------------ | ---------- | ----- |
|                                | Republicano             | Donald Trump       | 6,110,125  | 56.09 |
|                                | Demócrata               | Kamala Harris      | 4,683,038  | 42.99 |
|                                | Verde                   | Jill Stein         | 43,155     | 0.40  |
|                                | Libertario              | Chase Oliver       | 31,972     | 0.29  |
|                                | Socialismo y Liberación | Claudia De la Cruz | 11,969     | 0.11  |
|                                | Solidaridad Americana   | Peter Sonski       | 7,454      | 0.07  |
|                                | Constitución            | Randall Terry      | 5,834      | 0.05  |
| Escritos                       | Escritos                | Escritos           | 205        | 0.00  |
|                                |                         |                    |            |       |
| Total                          | Total                   | Total              | 10,893,752 | 100   |
| Participación                  | Participación           | Participación      | 11,004,209 | 78.89 |
| Registrados                    | Registrados             | Registrados        | 13,949,168 |       |
|                                |                         |                    |            |       |
| Fuente: Florida Election Watch |                         |                    |            |       |

### Por condado
|              | Trump Republicano | Trump Republicano | Harris Demócrata | Harris Demócrata | Total     | Margen   | Margen |
| Condado      | Votos             | %                 | Votos            | %                | Total     | Votos    | %      |
| ------------ | ----------------- | ----------------- | ---------------- | ---------------- | --------- | -------- | ------ |
| Alachua      | 52,939            | 38.56             | 81,578           | 59.42            | 137,282   | -28,639  | -20.86 |
| Baker        | 12,926            | 86.11             | 1,982            | 13.20            | 15,011    | 10,944   | 72.91  |
| Bay          | 71,497            | 72.84             | 25,201           | 25.67            | 98,157    | 46,296   | 47.17  |
| Bradford     | 10,920            | 78.27             | 2,946            | 21.12            | 13,952    | 7,974    | 57.15  |
| Brevard      | 216,533           | 59.65             | 141,233          | 38.91            | 363,015   | 75,300   | 20.74  |
| Broward      | 358,952           | 40.92             | 507,328          | 57.83            | 877,262   | -148,376 | -16.91 |
| Calhoun      | 5,367             | 82.90             | 1,021            | 15.77            | 6,474     | 4,346    | 67.13  |
| Charlotte    | 82,480            | 66.45             | 40,450           | 32.59            | 124,118   | 42,030   | 33.86  |
| Citrus       | 71,356            | 72.41             | 26,276           | 26.67            | 98,540    | 45,080   | 45.74  |
| Clay         | 87,711            | 68.90             | 37,926           | 29.79            | 127,302   | 49,785   | 39.11  |
| Collier      | 143,267           | 65.90             | 71,720           | 33.00            | 217,434   | 71,547   | 32.90  |
| Columbia     | 25,108            | 74.53             | 8,250            | 24.49            | 33,690    | 16,858   | 50.04  |
| DeSoto       | 8,879             | 70.97             | 3,520            | 28.14            | 12,511    | 5,359    | 42.83  |
| Dixie        | 6,920             | 84.77             | 1,183            | 14.49            | 8,163     | 5,737    | 70.28  |
| Duval        | 236,285           | 49.92             | 229,365          | 48.46            | 473,333   | 6,920    | 1.46   |
| Escambia     | 96,407            | 58.96             | 64,601           | 39.51            | 163,504   | 31,806   | 19.45  |
| Flagler      | 49,683            | 62.92             | 28,051           | 35.52            | 78,966    | 21,632   | 27.40  |
| Franklin     | 4,831             | 71.20             | 1,870            | 27.56            | 6,785     | 2,961    | 43.64  |
| Gadsden      | 7,495             | 34.17             | 14,203           | 64.76            | 21,932    | -6,708   | -30.59 |
| Gilchrist    | 8,931             | 83.27             | 1,662            | 15.50            | 10,725    | 7,269    | 67.77  |
| Glades       | 4,034             | 76.00             | 1,222            | 23.00            | 5,300     | 2,812    | 53.00  |
| Gulf         | 6,675             | 76.60             | 1,969            | 22.60            | 8,714     | 4,706    | 54.00  |
| Hamilton     | 3,964             | 68.92             | 1,727            | 30.02            | 5,752     | 2,237    | 38.90  |
| Hardee       | 6,325             | 77.66             | 1,746            | 21.44            | 8,144     | 4,579    | 56.22  |
| Hendry       | 9,253             | 68.61             | 4,096            | 30.37            | 13,487    | 5,157    | 38.24  |
| Hernando     | 75,435            | 67.94             | 34,418           | 31.00            | 111,028   | 41,017   | 36.94  |
| Highlands    | 36,382            | 69.92             | 15,227           | 29.27            | 52,031    | 21,155   | 40.65  |
| Hillsborough | 342,017           | 50.68             | 321,455          | 47.63            | 674,907   | 20,562   | 3.05   |
| Holmes       | 8,193             | 89.72             | 882              | 9.66             | 9,132     | 7,311    | 80.06  |
| Indian River | 62,737            | 63.06             | 35,654           | 35.84            | 99,493    | 27,083   | 27.22  |
| Jackson      | 16,074            | 72.56             | 5,892            | 26.60            | 22,152    | 10,182   | 45.96  |
| Jefferson    | 5,011             | 58.73             | 3,429            | 40.19            | 8,532     | 1,582    | 18.54  |
| Lafayette    | 3,296             | 87.50             | 441              | 11.71            | 3,767     | 2,855    | 75.79  |
| Lake         | 140,500           | 61.75             | 84,546           | 37.16            | 227,514   | 55,954   | 24.59  |
| Lee          | 250,522           | 63.62             | 139,084          | 35.32            | 393,801   | 111,438  | 28.30  |
| Leon         | 60,397            | 38.29             | 94,520           | 59.93            | 157,727   | -34,123  | -21.64 |
| Levy         | 18,245            | 74.62             | 5,994            | 24.51            | 24,451    | 12,251   | 50.11  |
| Liberty      | 2,898             | 82.89             | 566              | 16.19            | 3,496     | 2,332    | 66.70  |
| Madison      | 5,874             | 64.01             | 3,231            | 35.21            | 9,176     | 2,643    | 28.80  |
| Manatee      | 140,486           | 61.13             | 86,674           | 37.72            | 229,812   | 53,812   | 23.41  |
| Marion       | 140,173           | 65.27             | 72,436           | 33.73            | 214,743   | 67,737   | 31.54  |
| Martin       | 64,121            | 64.90             | 33,539           | 33.95            | 98,796    | 30,582   | 30.95  |
| Miami-Dade   | 605,590           | 55.19             | 480,355          | 43.78            | 1,097,209 | 125,235  | 11.41  |
| Monroe       | 26,064            | 58.57             | 17,933           | 40.30            | 44,502    | 8,131    | 18.27  |
| Nassau       | 47,945            | 72.72             | 17,143           | 26.00            | 65,934    | 30,802   | 46.72  |
| Okaloosa     | 80,309            | 70.31             | 32,074           | 28.08            | 114,225   | 48,235   | 42.23  |
| Okeechobee   | 12,315            | 76.51             | 3,671            | 22.81            | 16,096    | 8,644    | 53.70  |
| Orange       | 258,279           | 42.37             | 340,807          | 55.91            | 609,607   | -82,528  | -13.54 |
| Osceola      | 86,684            | 50.04             | 84,161           | 48.59            | 173,214   | 2,523    | 1.45   |
| Palm Beach   | 366,836           | 49.01             | 372,512          | 49.77            | 748,489   | -5,676   | -0.76  |
| Pasco        | 197,779           | 61.87             | 117,450          | 36.74            | 319,664   | 80,329   | 25.13  |
| Pinellas     | 269,472           | 51.89             | 242,452          | 46.68            | 519,340   | 27,020   | 5.21   |
| Polk         | 209,044           | 59.71             | 136,879          | 39.10            | 350,114   | 72,165   | 20.61  |
| Putnam       | 26,700            | 73.41             | 9,354            | 25.72            | 36,370    | 17,346   | 47.69  |
| Santa Rosa   | 84,314            | 74.67             | 27,035           | 23.94            | 112,910   | 57,279   | 50.73  |
| Sarasota     | 163,219           | 58.48             | 112,668          | 40.37            | 279,101   | 50,551   | 18.11  |
| Seminole     | 129,735           | 50.90             | 120,717          | 47.37            | 254,860   | 9,018    | 3.53   |
| St. Johns    | 128,759           | 64.87             | 66,862           | 33.68            | 198,496   | 61,897   | 31.19  |
| St. Lucie    | 100,276           | 54.00             | 83,483           | 44.96            | 185,680   | 16,793   | 9.04   |
| Sumter       | 72,134            | 68.30             | 32,551           | 30.82            | 105,608   | 39,583   | 37.48  |
| Suwannee     | 17,548            | 79.97             | 4,215            | 19.21            | 21,942    | 13,333   | 60.76  |
| Taylor       | 7,954             | 79.37             | 1,991            | 19.87            | 10,022    | 5,963    | 59.50  |
| Union        | 5,223             | 83.63             | 971              | 15.55            | 6,245     | 4,252    | 68.08  |
| Volusia      | 187,691           | 60.23             | 120,132          | 38.55            | 311,644   | 67,559   | 21.68  |
| Wakulla      | 14,246            | 71.51             | 5,441            | 27.31            | 19,923    | 8,805    | 44.20  |
| Walton       | 38,970            | 78.25             | 10,287           | 20.66            | 49,802    | 28,683   | 57.59  |
| Washington   | 10,369            | 82.14             | 2,140            | 16.95            | 12,624    | 8,229    | 65.19  |

#### Volteados
| Condado      | Ciudad más grande | Pre-elección | Pre-elección | Post-elección | Post-elección | Margen |
| Condado      | Ciudad más grande | Partido      | Partido      | Partido       | Partido       | Margen |
| ------------ | ----------------- | ------------ | ------------ | ------------- | ------------- | ------ |
| Duval        | Jacksonville      |              | Demócrata    |               | Republicano   | +1.46  |
| Hillsborough | Tampa             |              | Demócrata    |               | Republicano   | +3.05  |
| Miami-Dade   | Miami             |              | Demócrata    |               | Republicano   | +11.41 |
| Osceola      | Kissimmee         |              | Demócrata    |               | Republicano   | +1.45  |
| Pinellas     | St. Petersburg    |              | Demócrata    |               | Republicano   | +5.21  |
| Seminole     | Sanford           |              | Demócrata    |               | Republicano   | +3.53  |